# Косенко Олексій Опанасович
Косенко Олексій Опанасович (10 січня 1913 року, село Глинське Зіньківського повіту Полтавської губернії — 5 квітня 2006 року, селище Артемівка Чутівського району Полтавської області) — Герой Соціалістичної Праці (30.04.1948), новатор сільськогосподарського виробництва. Учасник Другої світової війни. Працював на різних роботах в Артемівському відділку бурякорадгоспу. Із 1945 по 1951 рік — бригадир польової бригади, пізніше — бригадир свинотоварної ферми, пилорамник. Звання Героя Соціалістичної Праці присвоєно за одержаний урожай жита 35,67 ц/га з 18 га. Нагороджений орденом Леніна (1948), іншими відзнаками.